# 淡海一家
淡海一家，日本的指定暴力團六代目山口組的2次團體，事務所位於滋賀縣大津市長等1丁目5-22 ，本家位於京都府京都市左京區下鴨宮河町52-2，活動範圍主要在滋賀、京都、大阪地區。成立時的構成員數約60人。

## 略史
總長高山誠賢（本名高山義友希、韓文名姜誠賢）出身滋賀縣，經營遊樂場及土建、不動產業為主。2002年加入山口組弘道會旗下擔任舍弟，成立「淡海一家」，之後升職擔任弘道會舍弟頭補佐。高山誠賢也是京都的名門獨立組織，日本指定暴力團會津小鐵會四代目會長高山登久太郎（本名：姜外秀）的親兒子。2009年1月20日，高山誠賢升任山口組直系組長。

## 最高幹部
- 總長：高山誠賢[1][2]（六代目山口組若中、原二代目弘道會舍弟頭補佐。會津小鐵會四代目會長高山登久太郎的親子）
- 最高顧問：西田弘一
- 若頭：新山芳和
- 舍弟頭：岩本高秀（岩本組組長）
- 本部長：新川芳希
- 相談役：國本東浩（國本組組長）
- 執行部：河村佳弘（二代目靈心會會長）

## 下屬組織
- 岩本組
- 中野組
- 國本組
- 藤下組
- 二代目靈心會

## 資料來源
1. ↑  .   [2013-11-02]. （原始内容存档于2013-11-05）.
2. ↑  .   [2013-11-02]. （原始内容存档于2013-11-05）.